# TEXRail
Il TEXRail è il servizio ferroviario suburbano a servizio della città di Fort Worth, nello stato del Texas. Si compone di una sola linea che collega la stazione di Fort Worth T&P con l'aeroporto Internazionale di Dallas-Fort Worth, sviluppandosi per 43,8 km con un totale di 9 stazioni. È gestito da Trinity Metro.
Il servizio è stato inaugurato il 10 gennaio 2019. Nel 2019, ha trasportato in totale 545 000 passeggeri.

## Il servizio
Le corse giornaliere totali della linea sono 73, 37 in direzione aeroporto e 36 in direzione Fort Worth, le frequenze variano tra i 30 e i 60 minuti. Alcune corse non completano tutto il percorso della linea.